# Dalibarda
Dalibarda es un género de plantas de la familia de las rosáceas con once especies.

## Especies seleccionadas
- Dalibarda calycina
- Dalibarda cordata
- Dalibarda fragarioides
- Dalibarda geoides
- Dalibarda latifolia
- Dalibarda lobata
- Dalibarda pedata
- Dalibarda pyrifolia
- Dalibarda repens
- Dalibarda ternata
- Dalibarda violaeoides